# 庆英寺
庆英寺，是法国法兰西岛大区埃松省埃夫里的一所越南佛教寺院。该寺隶属于欧洲统一越南佛教教会。2008年8月12日，由第十四世达赖喇嘛正式主持落成典礼。第十七世噶玛巴·伍金赤列多吉曾到访该寺。